# Kume Keiichirō
Kume Keiichirō (久米 桂一郎, Kume Keiichirō, 11 septembre 1866 - 29 juillet 1934) est un peintre japonais qui introduit des techniques picturales européennes au Japon.

## Biographie
Il séjourne 7 ans en France à compter de l'été 1886 en compagnie des peintres Fuji Masazo et Kuroda Seiki. Ils fréquentent l'Académie Colarossi et le peintre Raphaël Collin (1850-1916), qui y enseigne.
Kume Keiichirō Kume vit à Barcelone durant l'Exposition universelle de 1888. Après son retour à Paris, Kume séjourne sur l'Ile de Bréhat en Bretagne du 9 septembre à la fin 1891 et du 2 août 1892 à janvier 1893, séjours pendant lesquels il fréquente le peintre suédois Österlind et le peintre français Charles Landelle.
Il retourne au Japon en 1893 où il ouvre avec Kuroda Seiki une académie nommée Tenshin-dojo. Il enseigne à l'école nationale des beaux-arts à Tokyo jusqu'en 1932.

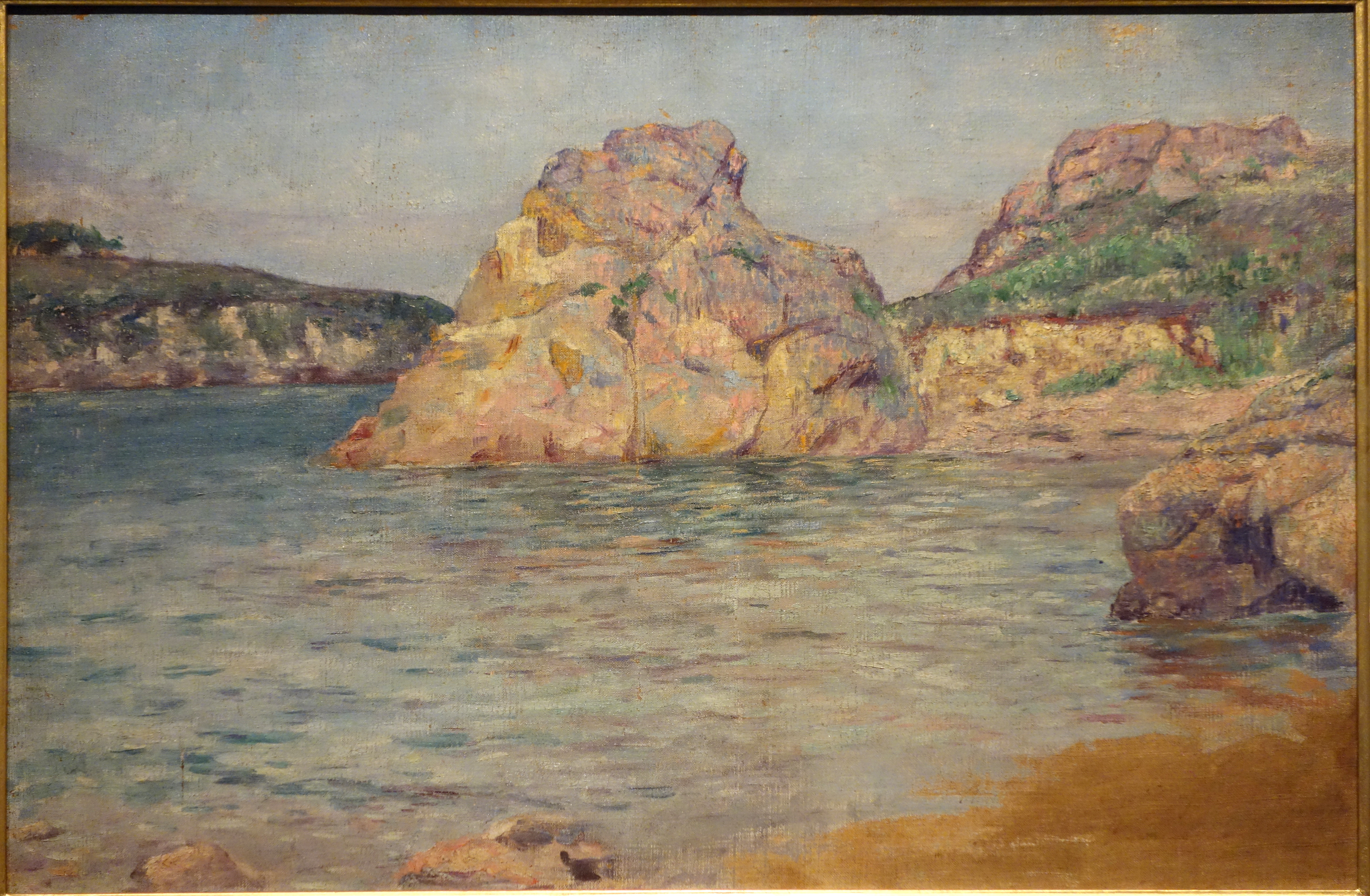
Île-de-Bréhat  Keiichiro Kume, 1891.
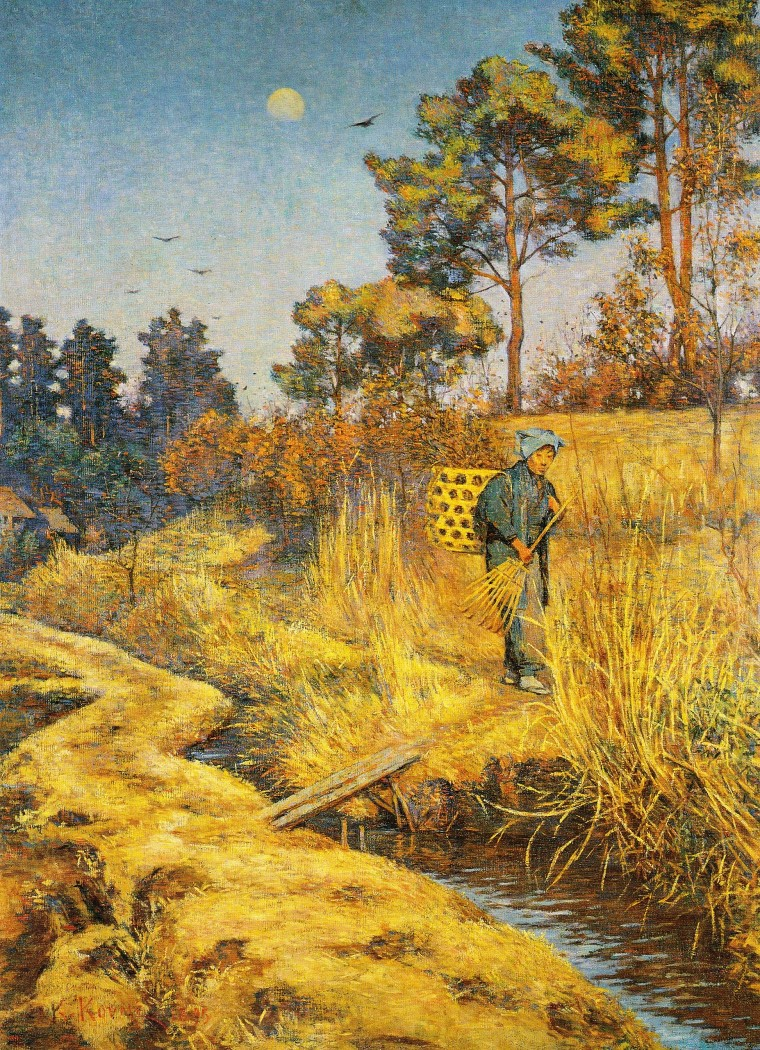
Kume Keiichiro.
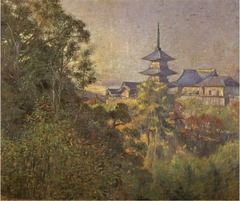
Kume Keiichiro.

## Sources
1. ↑  (en) « Kume Keiichirō », extrait de la notice dans le dictionnaire Bénézit , sur Oxford Art Online, 2011 (ISBN 9780199773787)

- Un peintre japonais à Bréhat : Keiichirô Kume par Mme Fumiko ITO, conservateur du Musée Kume – Les Carnets du Goëlo no 20 (2004), bulletin de la Société d'études historiques et archéologique du Goëlo
- Bru, Ricard, "Kume Keiichiro. Un pintor japonés en la España del siglo XIX", Goya, Madrid, 2009, p. 236–250.